# Telekinézis
A telekinézis vagy pszichokinézis anyagrészecskék, illetve testek mozgatását jelenti fizikai érintkezés és az ismert fizikai hatások alkalmazása nélkül. Közkeletű értelmezése a „dolgok mozgatása az elmével”-nek felel meg.
Tudományosan ellenőrizhető bizonyítékot nem mutattak be a telekinézis igazolására.
Mikro- vagy makroszinten is értelmezik; a makroszintű megjelenhet mozgatás, emelés, rázás, rezgetés, forgatás, hajlítás, törés vagy más hasonló formában.
Mikroszintű behatás esetén történhet:
- az anyagrészecskék természetes rezgésének felgyorsítása vagy lelassítása, ami az anyag melegedésével vagy lehűlésével jár. A hőmérséklet emelése akár az anyag gyulladáspontját is elérheti (ezt néha pirokinézisnek nevezik). A hőmérséklet csökkentését néha kriokinézisnek nevezik.
- levitáció, lebegés (a levegőbe való emelkedés külső eszközök, és ismert fizikai hatások használata nélkül).

## Története

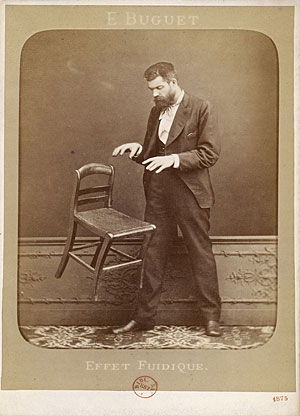
Szellemfotózási csalás - Édouard Isidore Buguet (1840-1901) által készített képen a telekinézis megjelenését utánozzák (Franciaország, 1875)

A telekinézis szót első ízben 1890-ben egy orosz szellemkutató, Alekszandr Akszakov használta.
A jelenséget eleinte szellemek, angyalok, démonok, elhalt lelkek közreműködésének tulajdonították. A 19. században jellemző elfoglaltság volt az ún. „asztaltáncoltatás”, amit egy közvetítő, ún. „spiritiszta”, vagy „médium” vezetett. A folyamat célja nem a telekinézis volt, hanem általában az elhunytaktól akartak megtudni valamit, akik a résztvevők hite szerint az asztal (vagy más tárgyak) mozgatásával, „kopogással” közölték a válaszokat.
Az első telekinetikus kísérletet a londoni Dialektikai Társaság 33 tagból álló bizottsága végezte 1869 és 1871 között, azonban közülük csak négyen fogadták el azt, hogy a jelenségek szellemektől származnak.
A telekinézis klasszikusa az olasz Eusapia Palladino  (1854–1918) volt. Jelenlétében a bútorok táncolni kezdtek, székek, asztalok emelkedtek a levegőbe. Egyes megfigyelők szerint mindezt csalással hozta létre.

## Szómagyarázat
A telekinézis szót (a görög τῆλε + κίνησις szavak összetételéből származik, szó szerinti jelentése „távolmozgatás”) Henry Holt könyvkiadó használta először olyan mozgatásra vonatkozóan, ami nem jár közvetlen fizikai érintkezéssel, és nem magyarázható meg az ismert fizikai hatásokkal. Leglényegesebb tulajdonsága, hogy az elme közvetlen hatását tételezi fel az anyagra.

## Tudományos értelmezés, kutatás
A tudomány nem tudja értelmezni és megmagyarázni. A jelenség ellentmond néhány alaptörvénynek, ilyen például a termodinamika 2. törvénye és a lendület megmaradásának törvénye, ezért az „akadémiai tudomány” nem foglalkozik a kutatásával.
A jelenség azonban tudományosan elfogadható körülmények között is kutatható. Ezek közül példaként néhány:
- lezárt üvegbúrában lévő fémszálra rögzített test elfordítása (az ismert hatások, például mágnesség kizárásával)
- kellően ismert, véletlenszerű folyamat, például véletlenszám-generálás befolyásolása úgy, hogy a keletkező számértékek a matematikailag kiszámítható szóráson kívül essenek

Mikro-telekinézis alatt a szabad szemmel nem látható részecskék (atomok, elektronok fotonok stb.) viselkedésének befolyásolását értjük (az ismert hatások kizárásával). Ezek a jelenségek a rendelkezésre álló tudományos módszerekkel és műszerezettséggel is vizsgálhatók.